# Théorie de l'arc de crise
La théorie de l'arc de crise (en anglais : Crescent of Crisis) est un concept de géopolitique visant à définir la politique américaine puis occidentale face au monde musulman. Le concept a beaucoup évolué et connu divers avatars, entre son développement initial par l'américain Zbigniew Brzeziński en 1978, sa reprise  par l'historien britannique Bernard Lewis dans les années 1980, et son développement le plus récent par les penseurs de l'armée française dans les années 2000 et 2010.

## Origine
La théorie de l'arc de crise a été d'abord théorisée par le britannique Bernard Lewis, conseiller au Département d'État des États-Unis entre 1977 et 1981, puis reprise et popularisée par le politologue américain Zbigniew Brzeziński en 1978. Cette stratégie géopolitique américaine puis otanienne est similaire au Plan Yinon de la politique israélienne des années 1980. Son objectif était d'abord la déstabilisation de l'URSS et de l'Iran.

## Développement
Les partisans de la théorie de l'arc de crise, à savoir les puissances occidentales pour lesquelles Brzeziński et Lewis ont développé cette théorie, voient en elle la possibilité de créer des mini-États pétroliers plus faciles à contrôler que les états souverains à forte identité, comme l'Iran et l'Irak. Le moyen utilisé est la « balkanisation » du Moyen-Orient,.
Son étendue géographique a varié au fil du temps. Qualifiant en 1978 l'ensemble des pays musulmans de langues turques et iraniennes qui s'étend du Bosphore à l'Indus puis reliant en 1979 le Pakistan à la Somalie en passant par l'Égypte et l'Éthiopie, en 2010, la courbure du croissant s'est inversée, reliant désormais le Proche-Orient, l'Irak, l'Iran et plus à l'Est, l'Afghanistan et le Pakistan.
La notion d'« Arc de crise » est présente dans le Livre blanc sur la Défense et la Sécurité nationale de 2008 en France. Ce concept a toutefois été abandonné lors de sa nouvelle mouture de 2013. Cette notion, quoique voisine, ne recouvre pas totalement la notion développée par Lewis dans les années 1980, à l'époque de la guerre froide. L'arc de crise « à la française » a été développé dans le contexte de la Guerre contre le terrorisme sur le continent africain, principalement au niveau du Sahel, sans aller jusqu'au Proche-Orient. Il s'étend de la Mauritanie à la Somalie, reliant dans une même mouvance les djihadistes d'AQMI, la secte Boko Haram, le MUJAO et les Shebab somaliens.
Ce « nouvel arc de crise » a été raccroché par certains à l'ancien arc de crise, faisant courir globalement cette zone d'incertitude depuis la Mauritanie jusqu'à l'Afghanistan. On voit là un développement progressif de la notion initiale, pressenti au début des années 2000, mais aussi une sorte de tendance au « mot-valise », où tout ce qui ressemble à un terrorisme d'origine plus ou moins islamique est rassemblé, parfois sans tenir compte de véritables oppositions dans les plans d'action ou les motivations.